# رومانسية الفيسبوك
فيسبوك رومانس (2012) (A Facebook Romance) فيلم كوميدي رومانسي أردني ، قام بتأليفه وإخراجه المؤلف الموسيقي والمخرج السينمائي محي الدين عزت قندور. 
شارك في الفيلم فنانون من دول مختلفة، ومنهم: محمد كريم (مصر)، لاميتا فرنجية (لبنان)، سالا زارا (هولندا) وأد  وورد (بريطانيا)، إلى جانب مجموعة من الفنانين الأردنيين، من بينهم: محمد العبادي، ربى عطا الله، منى شهابي، ساندرا قعوار، نبيل الكوني ومحمد فاصد، ومساعد مخرج فرح الخطيب ومنتج منفذ محمود حوارني.

## القصة
تقع فتاة من نيويورك في حب رجل أعمال أردني عبر موقع التواصل الاجتماعي فيسبوك، وحيما تقرر زيارته بشكل مفاجئ، سرعان ما تكتشف أنه لا يشبه الشخص الذي كانت تراسله.

## طاقم الممثلين
- محمد كريم في دور سمير
- لاميتا فرنجية في دور لبنى
- محمد العبادي في دور أبو أكرم
- منى الشهابي في دور أم مها ولبنى
- عيد ورد في دور مايكل
- ساندرا قعوار في دور الحبيبة
- محمد الفاسيد في دور عمر
- سالار زارزا في دور وليد
- نبيل كوني في دور أب لبنى

## الجوائز
فاز الفيلم بثلاث جوائز أنجل فيلم في مهرجان موناكو السينمائي الدولي لعام 2012 ، لأفضل ممثل (محمد كريم) ، أفضل ممثل مساعد (البريطاني أد وورد)، وأفضل بطولة جماعية. 

## روابط خارجية
- رومانسية الفيسبوك على موقع IMDb (الإنجليزية)
- رومانسية الفيسبوك على موقع قاعدة بيانات الفيلم (الإنجليزية)
- رومانسية الفيسبوك على موقع ليتربوكسد (الإنجليزية)
- رومانسية الفيسبوك على موقع كينوبويسك (الروسية)